# كيلي دودا
كيلي دودا (بالإنجليزية: Kelly Duda)‏ هو مخرج أمريكي، ولد في 6 يونيو 1966 في ليتل روك في الولايات المتحدة.

## وصلات خارجية
- كيلي دودا على موقع IMDb (الإنجليزية)
- كيلي دودا على موقع أول موفي (الإنجليزية)